# Slovénie aux Jeux paralympiques d'hiver de 2022
La Slovénie participe aux Jeux paralympiques d'hiver de 2022 à Pékin en Chine du 4 au 13 mars 2022. Il s'agit de sa sixième participation à des Jeux d'hiver.
La délégation est très restreinte avec un seul skieur en fauteuil, Jernej Slivnik.  Il sera accompagné d'une équipe de 6 personnes, dont un coach, un médecin et un kinésithérapeute.

## Compétition

### Ski alpin
Jernej Slivnik , skieur assis, a déjà participé aux jeux paralympiques de Pyeongchang en 2018. Il a remporté la 4e place en slalom et la 7e place en slalom géant aux derniers championnats du monde.
Il sera aligné en slalom et slalom géant.